# HMS P38 (1941)
Pour les autres navires du même nom, voir HMS P38.
Le HMS P38 (Pennant number: P38) est un sous-marin de la classe Umpire de la Royal Navy, construit en 1941 par Vickers-Armstrongs à Barrow-in-Furness.

## Conception et description
Le troisième lot de sous-marins de classe U a été légèrement élargi et amélioré par rapport au deuxième lot précédent de la classe U. Les sous-marins avaient une longueur totale de 60 mètres et déplaçaient 549 t en surface et 742 t en immersion. Les sous-marins de la classe U avaient un équipage de 31 officiers et matelots.
Le P38 était propulsé en surface par deux moteurs diesel fournissant un total de 615 chevaux-vapeur (459 kW) et, lorsqu'il était immergé, par deux moteurs électriques d'une puissance totale de 825 chevaux-vapeur (615 kW) par l'intermédiaire de deux arbres d'hélice. La vitesse maximale était de 14,25 nœuds (26,39 km/h) en surface et de 9 nœuds (17 km/h) sous l'eau.
Le P38 était armé de quatre tubes lance-torpilles de 21 pouces (533 mm) à l'avant et transportait également quatre recharges pour un grand total de huit torpilles. Le sous-marin était également équipé d'un canon de pont de 3 pouces (76 mm).

## Carrière
Le P38 a eu une carrière de courte durée dans la Royal Navy. Mis en service en octobre 1941, il est affecté à la 10e flottille basée à Malte en Méditerranée en janvier 1942, sous le commandement du lieutenant Rowland Hemingway'.
Lors de sa première patrouille, il coule le navire marchand italien Ariosto de 4 116 tonneaux au large du cap Afrika, en Tunisie, le 15 février 1942. 138 prisonniers de guerre alliés à bord ont été perdus. Ce fut la seule attaque réussie du P38.

### Naufrage
Le P38 quitte Malte le 16 février 1942, pour intercepter un important convoi de ravitaillement pour les forces de l'Axe au large de Tripoli, en Libye. Le 23 février, il est en position alors que le groupe de navires approche. Parmi eux se trouvait le torpilleur italien Circe, équipé de sonars et de lanceurs de grenades sous-marines allemands. À 8h14, heure britannique (10h14, heure italienne), le Circe signale un contact de sonar à 1 800 m avec un sous-marin et qu'il se dirige pour l'attaque, ordonnant au convoi de virer au port. Un périscope a été aperçu, mais il a rapidement été remplacé par des bulles lorsque le sous-marin a plongé en réalisant qu'il avait été repéré.
Peu après 10h32 (heure italienne), après une seule attaque au cours de laquelle toutes les grenades sous-marines ont été larguées par le Circe, le P38 a fait surface pour s'immerger immédiatement à nouveau. À 10h40 (heure italienne), après d'autres attaques avec des grenades sous-marines et des mitrailleuses par les escortes Usodimare et Pessagno, ainsi que par des avions, au cours desquelles un matelot italien a été tué par des tirs amis, le P38 est sorti de l'eau, ses hélices tournant toujours, les ailerons de direction étant réglés pour faire surface, avant de s'écraser sous les vagues à un angle de 40 degrés[pas clair]. Une grande nappe de pétrole est apparue à la surface ainsi que des débris et des restes humains. Le P38 a coulé par 350 mètres d'eau à la position géographique de 32° 48′ N, 14° 58′ E, à environ 90 milles nautiques (170 km) à l'Est de Tripoli, au large du cap Misuratha. Il n'y a eu aucun survivant parmi ses 32 membres.

## Commandant
- Lieutenant  (Lt.) Rowland John Hemingway (RN) du 15 septembre 1941 au 23 février 1942